# Fear the Walking Dead
Fear the Walking Dead este un serial de televiziune american de dramă horror post-apocaliptic creat de Robert Kirkman și Dave Erickson. A avut premiera pe AMC pe 23 august 2015. Este un serial însoțitor și un prequel al The Walking Dead, care se bazează pe seria de benzi desenate cu același nume de Robert Kirkman, Tony Moore și Charlie Adlard. Primul sezon a avut premiera la 23 august 2015 și un total de 6 episoade.
În iulie 2018, AMC a reînnoit serialul pentru un al cincilea sezon, care a avut premiera la 2 iunie 2019. Andrew Chambliss și Ian Goldberg au fost showrunners începând cu cel de-al patrulea sezon. În iulie 2019, seria a fost reînnoită cu un al șaselea sezon.

## Prezentare
Stabilit inițial în Los Angeles, California și apoi mai târziu în Mexic, serialul urmărește o familie disfuncțională, amestecată compusă din consilierul liceului, Madison Clark, logodnicul ei de engleză Travis Manawa, fiica ei, Alicia, fiul ei toxicoman, Nick, fiul lui Travis dintr-o căsătorie anterioară, Chris, mama lui Chris, Liza Ortiz, și alții care se alătură grupului lor la debutul apocalipsei. Ei trebuie să se reinventeze, învățând noi abilități și adoptând noi atitudini pentru a supraviețui pe măsură ce civilizația se prăbușește în jurul lor.
În decembrie 2021, s-a anunțat că Kim Dickens se va întoarce ca Madison Clark în al șaptelea sezon, după ce a apărut ultima dată în sezonul al patrulea, unde se credea că personajul ei a fost ucis.

## Prezentare generală a seriei
| Sezonul | Sezonul | Episoade | Episoade | Premiera TV      | Premiera TV        |
| Sezonul | Sezonul | Episoade | Episoade | Prima transmisie | Ultima transmisie  |
| ------- | ------- | -------- | -------- | ---------------- | ------------------ |
|         | 1       | 6        | 6        | 23 august 2015   | 4 octombrie 2015   |
|         | 2       | 15       | 15       | 10 aprilie 2016  | 2 octombrie 2016   |
|         | 3       | 16       | 16       | 4 iunie 2017     | 15 octombrie 2017  |
|         | 4       | 16       | 16       | 15 aprilie 2018  | 30 septembrie 2018 |
|         | 5       | 16       | 16       | 2 iunie 2019     | 29 septembrie 2019 |

## Legături externe
- Site web oficial
- Fear the Walking Dead la Internet Movie Database